# M-Farm

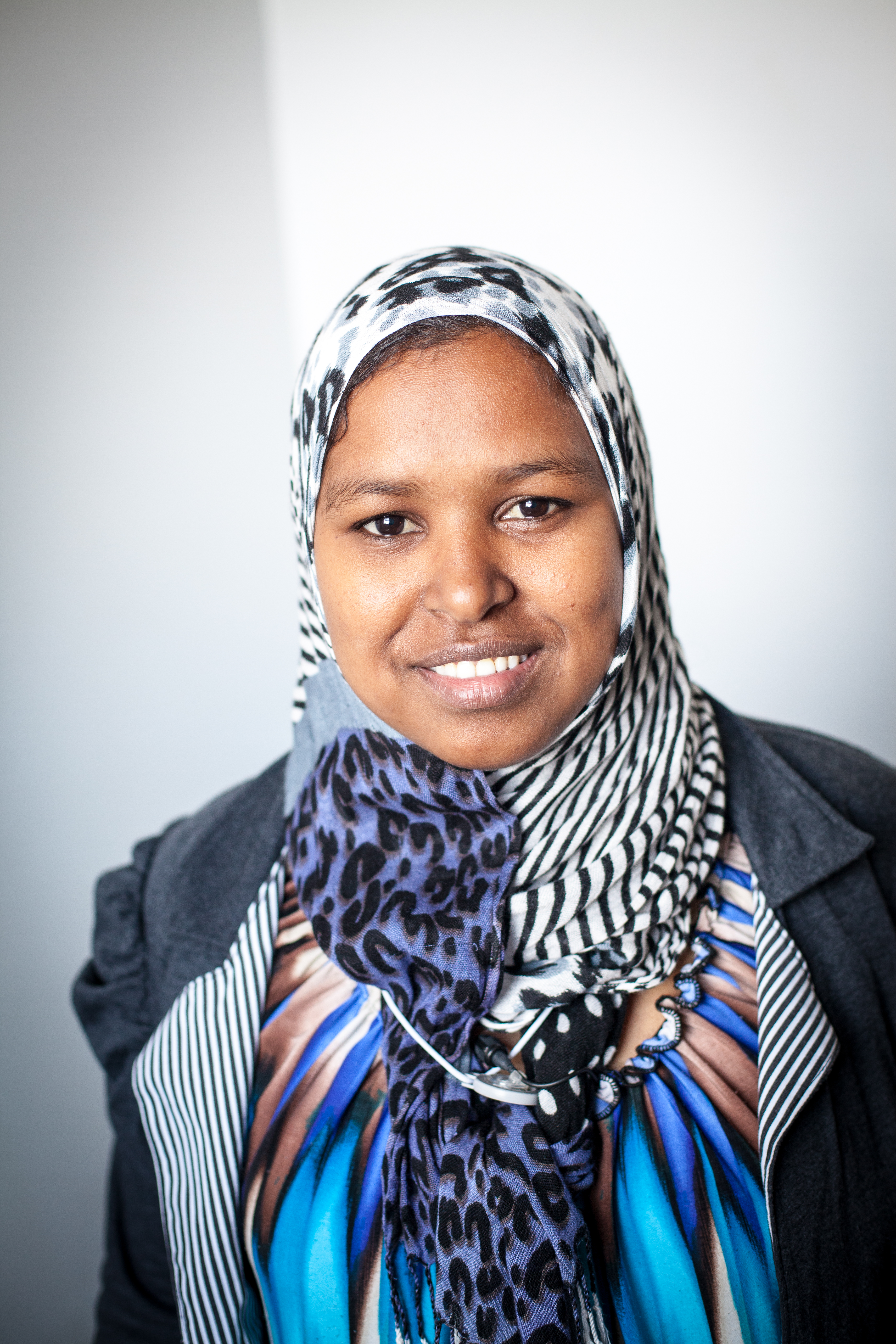
Jamila Abbas

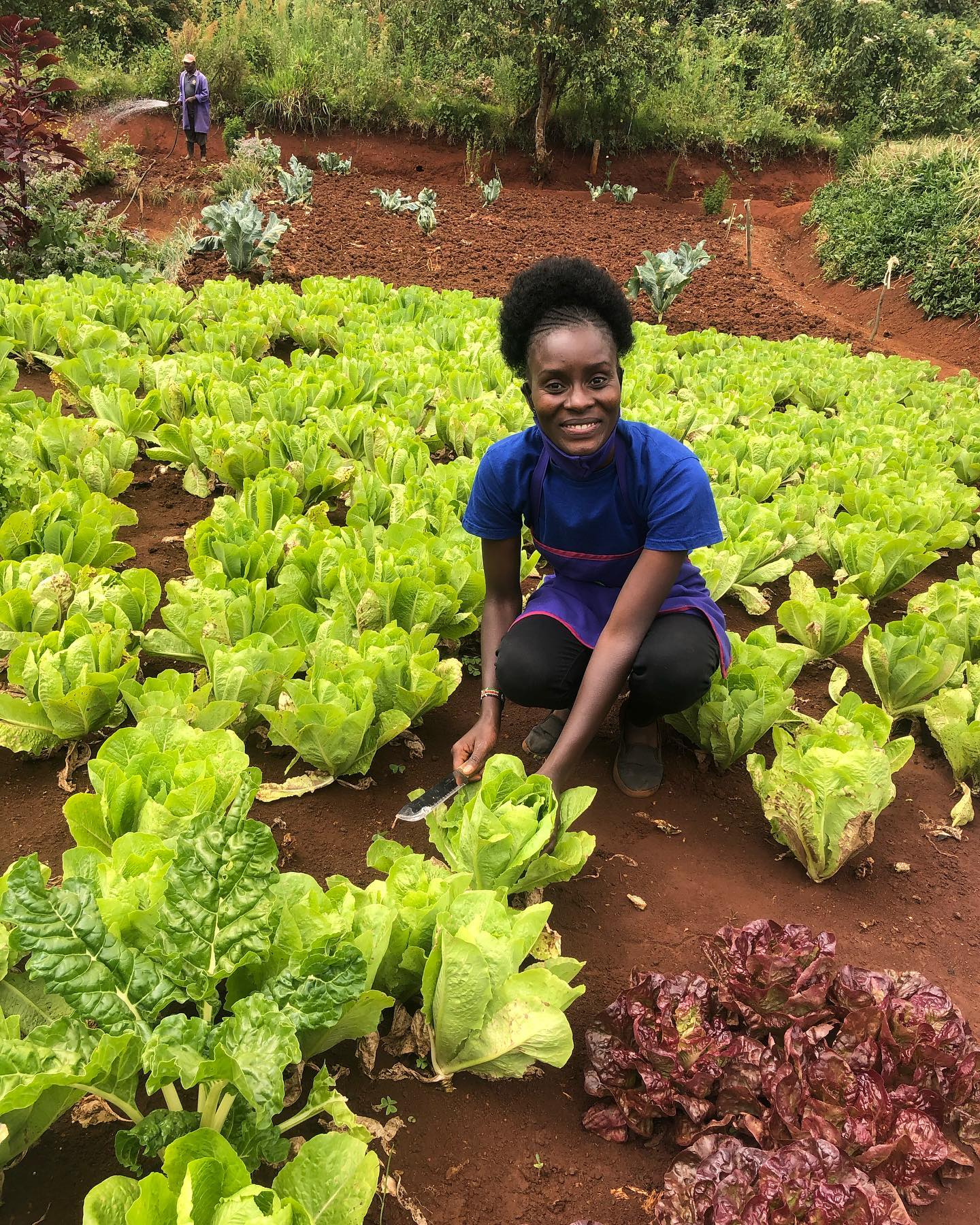
Farmerin

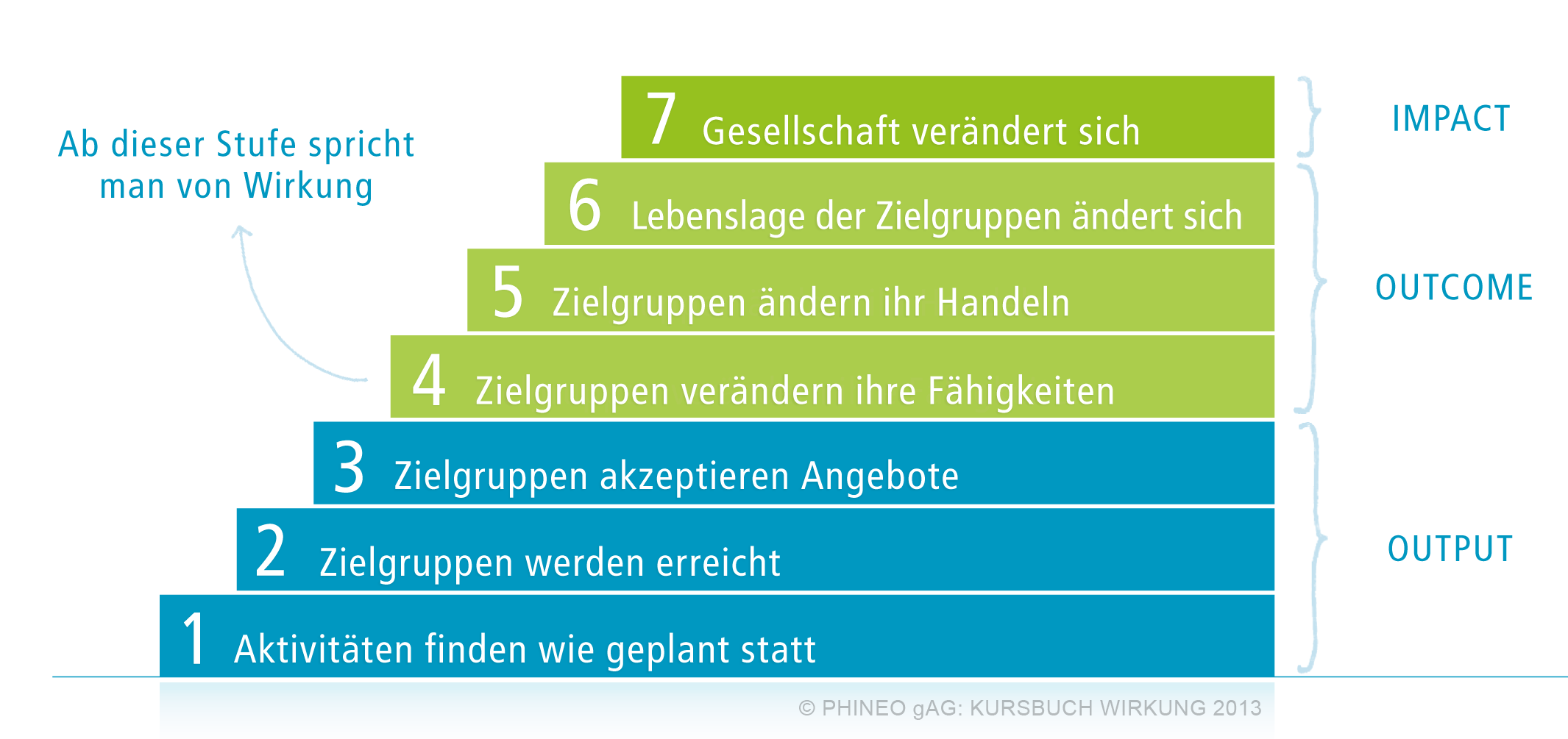
M-Farm hat einen bedeutenden Impact erreicht

M-Farm ist ein soziales Tech-Start-up, das die Lebensbedingungen der Kleinbauern in Kenia verbessern soll. In Kenia, wo über 70 % der Bevölkerung direkt oder indirekt von der Landwirtschaft lebt, standen Kleinbauern lange Zeit vor großen Herausforderungen. Sie hatten kaum Zugang zu Marktinformationen, litten unter der Abhängigkeit von Zwischenhändlern und erhielten oft keine fairen Preise für ihre Produkte. 2010 gründeten die fünf junge kenianische Frauen Jamila Abbas, Susan Oguya, Lillian Nduati, Catherine Kiguru und Linda Omwenga M-Farm, um diese Situation mithilfe digitaler Technologien grundlegend zu verändern.

## Gründerinnen
- Jamila Abbas, Softwareentwicklerin mit einem Abschluss der Strathmore University, hatte ursprünglich im medizinischen Forschungsbereich gearbeitet, bevor sie sich dem Agrarsektor zuwandte. Als CEO von M-Farm wurde sie international für ihren technologischen und sozialen Beitrag gefeiert, u. a. von Forbes und der Bill & Melinda Gates Foundation.
- Susan Oguya, ebenfalls Absolventin der Strathmore University, arbeitete zunächst bei Safaricom und am iHub Nairobi. Sie war die technische Entwicklerin der M-Farm-App und trieb das operative Geschäft als COO maßgeblich voran.
- Linda Omwenga war zuständig für das Marketing. Sie war wesentlich daran beteiligt, das Vertrauen der Kleinbauern in digitale Lösungen aufzubauen und neue Nutzergruppen zu erschließen.
- Catherine Kiguru war ebenfalls für das Marketing verantwortlich.
- Lillian Nduati war zuständig für die Öffentlichkeitsarbeit.[1]

## iHub
M-Farm wurde im iHub in Nairobi konzipiert – einem offenen Innovationszentrum für technologische Startups, das 2010 von Juliana Rotich und Erik Hersman gegründet wurde. iHub spielte eine entscheidende Rolle in der Frühphase von M-Farm, indem es Räume, Netzwerke und technologische Unterstützung bot. Zahlreiche erfolgreiche afrikanische Startups entstanden aus diesem kreativen Umfeld.

## Funktionen und Wirkung der Plattform
M-Farm startete als SMS-basierter Informationsdienst. Der Grund dafür war, dass die arme Bevölkerung nur Billighandys hatte, mit denen lediglich Anrufe und SMS möglich waren. Kleinbauern konnten per Mobiltelefon tagesaktuelle Marktpreise für ihre Produkte erhalten. Daraus entwickelte sich dann eine umfassende Plattform mit folgenden Funktionen:
- Markttransparenz: Über SMS oder die App konnten Bauern Preise vergleichen und fundierte Entscheidungen treffen.
- Direktvermarktung: Die Plattform ermöglichte Verkäufe direkt an Großabnehmer (z. B. Supermärkte, Hotels), ohne Zwischenhändler.
- Kooperative Organisation: Bauern wurden zu Gruppen zusammengeschlossen, um Mengen zu bündeln und bessere Konditionen zu verhandeln.
- Zugang zu Agronomen und Schulungen: Später wurden Schulungsinhalte, Beratung und Wetterdaten integriert.

Bis 2012 hatte M-Farm bereits über 7.000 registrierte Nutzer und 18 Vollzeitangestellte. Die Plattform gewann Preise und Anerkennungen, unter anderem beim IPO48, einem afrikanischen Tech-Innovationswettbewerb.

## Partnerschaft mit Safaricom und M-PESA
Eine strategisch bedeutende Kooperation war jene mit Safaricom, dem größten Mobilfunkanbieter Kenias. Über das mobile Zahlungssystem M-PESA konnten Bauern Zahlungen sicher empfangen und über die Plattform abrechnen. Dies erhöhte nicht nur die Liquidität der Bauern, sondern stärkte ihr Vertrauen in den digitalen Handel. Safaricom bewarb M-Farm in ländlichen Regionen aktiv als Teil einer digitalen Landwirtschaftsoffensive.

## Entwicklung 2010 bis 2025
Die Jahre 2010 bis 2025 waren geprägt von starkem Wachstum, technologischem Ausbau und zunehmender regionaler Verankerung.
Die Gründungs- und Konsolidierungsphase dauerte etwa bis 2015, die wichtigsten Meilensteine waren:
- Einführung des SMS-Dienstes für Marktpreise
- Aufbau eines ersten Bauernnetzwerks
- Auszeichnungen mit Innovationspreisen[1]

Zwischen 2016 und 2020 erfolgte eine Professionalisierung und Expansion:
- Einführung einer mobilen App (Android)
- Erweiterung nach Uganda und Tansania
- Ausbau der Zahlungsintegration via M-PESA
- Einstieg in neue Partnerschaften mit NGOs und Bildungseinrichtungen

Seit 2021 wird das System immer mehr digitalisiert und auch Künstliche Intelligenz kommt zum Einsatz:
- Einführung von KI-gestützten Prognosetools für Ernte und Preise
- Integration von Wetterdaten und agronomischer Beratung
- Über 50.000 registrierte Nutzer in Ostafrika
- Stärkere Zusammenarbeit mit Entwicklungsbanken und globalen Institutionen wie der Deutsche Gesellschaft für Internationale Zusammenarbeit und der Weltbank
- Pilotprojekte für klimafreundliche Landwirtschaft und regenerative Anbaumethoden

## Wirkung auf die Gesellschaft
M-Farm hat sich als wirksames Instrument zur Armutsbekämpfung und Selbstbestimmung im ländlichen Raum erwiesen. Bauern, die früher von Zwischenhändlern abhängig waren, können heute fundierte wirtschaftliche Entscheidungen treffen. Besonders Frauen profitieren, viele der Nutzerinnen von M-Farm sind Bäuerinnen, die zuvor kaum Zugang zu Informationen oder Kapital hatten.

## Zusammenarbeit und Zielsetzung
Gemeinsam mit anderen Organisationen versuchen sie, den Hunger zu bekämpfen, die wirtschaftliche Existenz der Menschen abzusichern und die Folgen der globalen Erwärmung abzuschwächen.

## Fazit
M-Farm gilt als Modell für digitale Entwicklung und Armutsbekämpfung. Es steht exemplarisch für eine neue Generation afrikanischer Sozialunternehmen, technologiegestützt, gesellschaftlich verwurzelt und wirtschaftlich skalierbar. Was 2010 als Idee dreier junger Frauen in einem Innovationszentrum begann, ist 2025 ein international anerkanntes Agritech-Unternehmen mit Tausenden Nutzern und nachhaltiger Wirkung auf den afrikanischen Kontinent.